# Desheng (köping i Kina, Inre Mongoliet)
Desheng (kinesiska: 德胜, 德胜镇) är en köping i Kina. Den ligger i den autonoma regionen Inre Mongoliet, i den norra delen av landet, omkring 850 kilometer öster om regionhuvudstaden Hohhot.
Genomsnittlig årsnederbörd är 633 millimeter. Den regnigaste månaden är juli, med i genomsnitt 198 mm nederbörd, och den torraste är januari, med 3 mm nederbörd.